# Vilanant (kommunhuvudort)
Vilanant är en kommunhuvudort i Spanien.   Den ligger i provinsen Província de Girona och regionen Katalonien, i den östra delen av landet, 600 km öster om huvudstaden Madrid. Vilanant ligger 99 meter över havet och antalet invånare är 327.
Terrängen runt Vilanant är platt åt sydost, men åt nordväst är den kuperad.Runt Vilanant är det ganska tätbefolkat, med 179 invånare per kvadratkilometer. Närmaste större samhälle är Figueres, 6,1 km öster om Vilanant. Trakten runt Vilanant består till största delen av jordbruksmark.